# Fort de Pointe-aux-Trembles
 (novembre 2023).
Si vous disposez d'ouvrages ou d'articles de référence ou si vous connaissez des sites web de qualité traitant du thème abordé ici, merci de compléter l'article en donnant les références utiles à sa vérifiabilité et en les liant à la section « Notes et références ».
Le fort de Pointe-aux-Trembles fut un fort français construit au XVIIe siècle en Nouvelle-France.

## Histoire
Le fort de Pointe-aux-Trembles fut construit vers 1670 sur l'île de Montréal afin de défendre cette partie de l'île sur laquelle s'élevait le village de Ville-Marie.
Au début des années 1660, les religieux Sulpiciens colonisent cette partie de l'île à l'extérieur de Ville-Marie. Face à la menace des Amérindiens Iroquois, un fort fut édifié pour défendre la colonisation de l'île de Montréal et protéger les berges du fleuve Saint-Laurent.
Avec la construction de ce fort, fut créée la paroisse de Pointe-aux-Trembles, devenant la seconde paroisse sur l’île de Montréal. L'enceinte de ce fort ceinturait la petite bourgade. Le fort possédait son moulin et sa chapelle. 
En 1693, sont octroyés des titres de propriétés aux colons qui forment déjà une communauté qui deviendra le « Vieux—Pointe-aux-Trembles ».
Dès le début du siècle suivant, fut tracé le chemin du Roy, première voie carrossable à relier Montréal et Québec qui longea la rive de l'île.

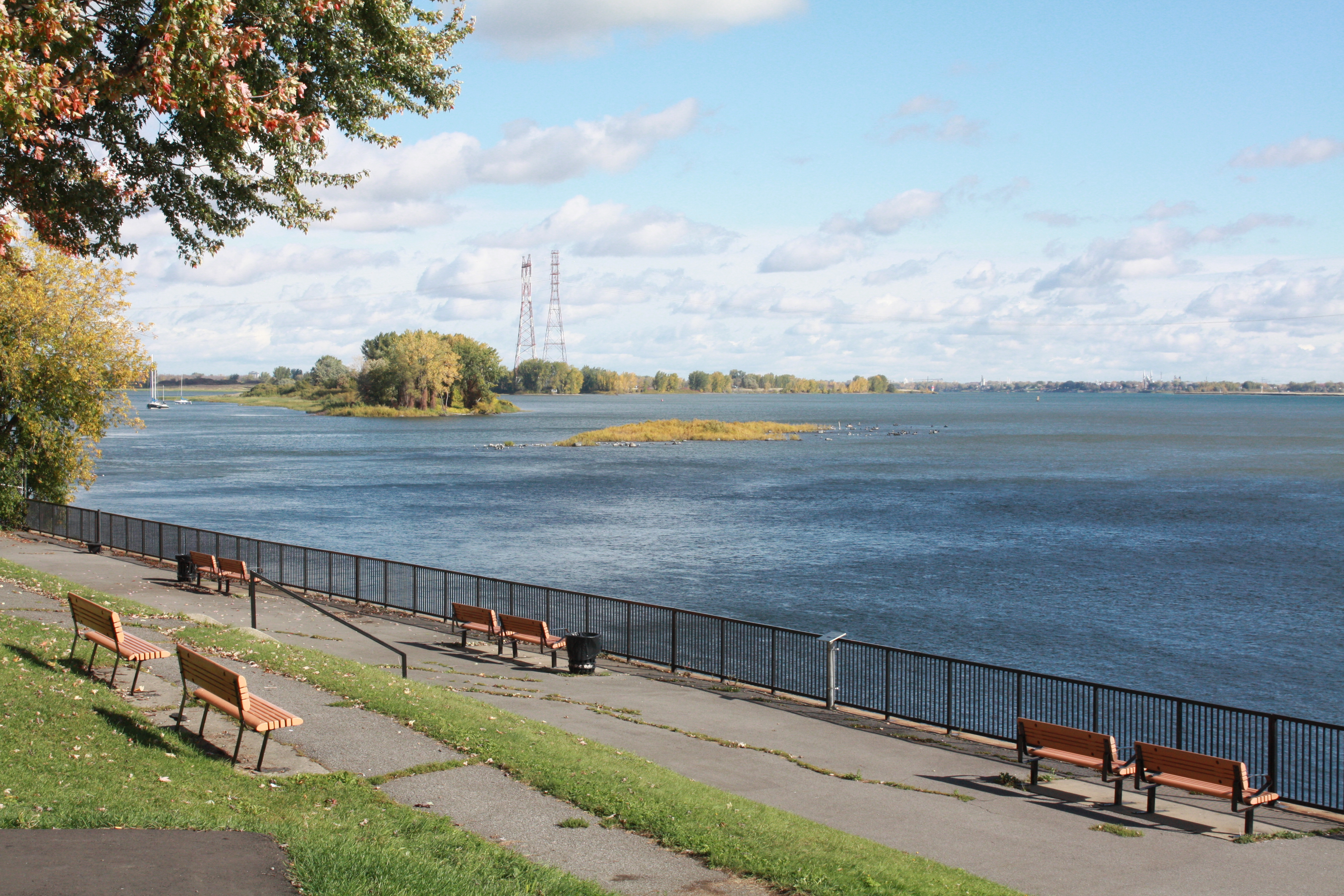
Parc du Fort-de-Pointe-aux-Trembles

En 1845, sera créée la municipalité de la paroisse de Pointe-aux-Trembles. 
Aujourd'hui, un parc s'étend sur cette partie historique de l'île, le parc Fort-de-Pointe-aux-Trembles.
La toponymie de Pointe-aux-Trembles indique que ce lieu est situé à la pointe de l'île sur le fleuve Saint-Laurent et que les rives sont bordées de trembles, variété d'arbres du genre peuplier.